# Agrupació Sardanista Roure
L'Agrupació Sardanista Roure es va fundar l'any 1948 i durant la dècada dels anys 1960 va arribar a tenir cinc colles sardanistes. Fou llavors que va començar a aconseguir molts èxits en els concursos oficials. Aquests darrers anys, l'Agrupació Sardanista Roure ha deixat de participar-hi de manera habitual.
A més dels concursos i de les ballades en exhibicions i festes a Catalunya, les colles de l'agrupació han dut les sardanes a ciutats com ara Nova York o Madrid, i han actuat en escenaris francesos i polonesos.
L'Agrupació Sardanista Roure ofereix cursos i tallers d'iniciació al ball de sardanes per a entitats, impartits per membres de l'associació a les seus de les associacions que en sol·liciten. També organitzen anualment un concurs de revesses, amb una gran afluència de balladors que no pertanyen a cap colla constituïda.